# Phàn Kiến
Phàn Kiến (chữ Hán: 樊建, ? - ?), tên tự là Trường Nguyên, người quận Nghĩa Dương  , quan viên nhà Thục Hán thời Tam Quốc trong lịch sử Trung Quốc.

## Cuộc đời
Không rõ thiếu thời của Phàn Kiến; ông xuất hiện lần đầu tiên trong lịch sử là vào năm 248, khi nhận chức Hiệu úy để đi sứ Đông Ngô, nhưng Ngô Đại đế Tôn Quyền đang bệnh nặng, nên không thể tiếp kiến ông. Sau đó được làm đến Thị trung, giữ chức Trung thư lệnh.
Năm 261, Thượng thư lệnh Đổng Quyết được thăng làm Phụ quốc đại tướng quân, Kiến được thay ông ta . Từ đây Vệ tướng quân Gia Cát Chiêm cùng Quyết, Kiến đều nắm chánh sự của nhà Thục Hán.
Trong thời gian Chiêm, Quyết, Kiến cầm quyền, bởi hoạn quan Hoàng Hạo được Thục Hán Hậu chủ tín nhiệm, họ chấp nhận bỏ qua những việc làm sằng bậy của Hạo, nhưng Kiến không hề đi lại thân mật với Hạo . Năm 262, Chiêm, Quyết, Kiến cho rằng Khương Duy ham gây chiến mà không nên công trạng gì, bèn dâng biểu lên Hậu chủ, triệu ông ta về làm Ích Châu thứ sử, nhằm đoạt binh quyền của Duy .
Năm 263, Tào Ngụy diệt Thục Hán. Mùa xuân năm 264, Phàn Kiến cùng quần thần theo Hậu chủ Lưu Thiện đến Lạc Dương. Hậu chủ được Ngụy thừa tướng Tư Mã Chiêu phong tước An Lạc huyện công, Kiến cùng bọn Thị trung Trương Thiệu, Quang lộc đại phu Tiếu Chu, Bí thư lệnh Khích Chánh, Điện trung đốc Trương Thông đều được phong Liệt hầu. Sau đó được làm Tướng quốc tham quân; mùa thu năm ấy, được làm Tán kỵ thường thị, nhận lệnh quay về Thục úy lạo.
Đầu đời Tây Tấn, Phàn Kiến làm Cấp sự trung, luôn hết lời ca ngợi Gia Cát Lượng; ông cũng từng kêu oan cho Đặng Ngải.
Không rõ hậu sự của Phàn Kiến.

## Khảo chứng
1. ^  Trần Thọ trước, Bùi Tùng Chi chú – Tam quốc chí quyển 35, Thục thư 5 – Gia Cát Lượng truyện dẫn Tấn Bách quan biểu: Kiến tự Trường Nguyên.
2. ^  Trần Thọ trước, Bùi Tùng Chi chú – Tam quốc chí quyển 35, Thục thư 5 – Gia Cát Lượng truyện: Sau khi Lượng mất, (Đổng Quyết) dần thăng đến Thượng thư bộc xạ, thay Trần Chi làm Thượng thư lệnh, thăng Đại tướng quân, Bình đài sự, còn người Nghĩa Dương là Phàn Kiến thay (làm Thượng thư lệnh).
3. ^  Trần Thọ trước, Bùi Tùng Chi chú – Tam quốc chí quyển 35, Thục thư 5 – Gia Cát Lượng truyện: Năm Duyên Hi thứ 24, lấy chức Hiệu úy đi sứ nước Ngô, đang lúc Tôn Quyền bệnh nặng, không tự gặp Kiến. Quyền hỏi Gia Cát Khác rằng: “Phàn Kiến so với Tông Dự thế nào?” Khác đáp rằng: “Tài thức không bằng Dự, nhưng nhã tính thì hơn hẳn.” Sau làm Thị trung, giữ chức Trung thư lệnh.
4. ^  Trần Thọ trước, Bùi Tùng Chi chú – Tam quốc chí quyển 35, Thục thư 5 – Gia Cát Lượng truyện: Từ khi (Gia Cát) Chiêm, (Đổng) Quyết, (Phàn) Kiến thống sự, Khương Duy thường chinh phạt ở ngoài, hoạn nhân Hoàng Hạo lộng quyền càn rỡ, (Chiêm, Quyết, Kiến) cùng nhau bao che, không thể uốn nắn (triều chánh). Nhưng Kiến đặc biệt không cùng Hạo đi lại thân mật.
5. ^  Trần Thọ trước, Bùi Tùng Chi chú – Tam quốc chí quyển 35, Thục thư 5 – Gia Cát Lượng truyện dẫn Tôn Thịnh – Dị đồng ký: Bọn Chiêm, Quyết cho rằng Duy hảo chiến vô công, quốc nội mệt mỏi, nên dâng biểu lên Hậu chủ, triệu về làm Ích Châu thứ sử, đoạt binh quyền của ông ta...
6. ^  Trần Thọ trước, Bùi Tùng Chi chú – Tam quốc chí quyển 33, Thục thư 3 – Hậu chủ truyện: Thượng thư lệnh Phàn Kiến, Thị trung Trương Thiệu, Quang lộc đại phu Tiếu Chu, Bí thư lệnh Khích Chánh, Điện trung đốc Trương Thông đều phong Liệt hầu.
7. ^  Trần Thọ trước, Bùi Tùng Chi chú – Tam quốc chí quyển 35, Thục thư 5 – Gia Cát Lượng truyện: Mùa xuân năm sau khi Thục phá, (Đổng) Quyết, Kiến đều đến kinh đô, cùng làm Tướng quốc tham quân; mùa thu năm ấy đều làm Tán kỵ thường thị, sai đi Thục úy lạo.
8. ^  Trần Thọ trước, Bùi Tùng Chi chú – Tam quốc chí quyển 35, Thục thư 5 – Gia Cát Lượng truyện dẫn Tập Tạc Xỉ – Hán Tấn xuân thu: Phàn Kiến làm Cấp sự trung, Tấn Vũ đế hỏi việc trị quốc của Gia Cát Lượng, Kiến đáp rằng: “Nghe xấu ắt đổi, nhưng không làm quá; thưởng phạt đáng tin, đủ cảm thần minh.” Đế nói: “Lành thay! Nếu ta được người này giúp đỡ, há có nỗi vất vả của hôm nay.” Kiến dập đầu nói: “Thần trộm nghe thiên hạ bàn luận, đều nói Đặng Ngải bị oan, bệ hạ biết mà không sửa, đây chẳng phải như lời của Phùng Đường rằng ‘dẫu có Pha, Mục, nhưng không thể dùng’ hay sao!” Đế cười nói: “Ta vốn muốn làm rõ việc ấy, lời khanh nói đúng ý ta.” Vì thế phát chiếu sửa (án của) Ngải.

## TrongTam quốc diễn nghĩa
Kiến là nhân vật nhỏ trong tác phẩm, bắt đầu xuất hiện ở hồi 87, theo Gia Cát Lượng nam chinh.